# Campionato norvegese di football americano
Il campionato norvegese di football americano è una competizione che riunisce l'élite dei club norvegesi di football americano dal 1986. L'organizzatore del campionato e delle squadre nazionali è la Federazione Norvegese di Football Americano (NAIF).
Questa competizione si disputa con una stagione regolare con girone all'italiana, seguita dai play-off con una finale soprannominata NM-Finale.

## Formato
Il campionato attuale è diviso in due categorie: l'Eliteserien e la 2. divisjon (in precedenza, in periodi diversi, entrambi denominati 1. divisjon); in passato è esistito anche il terzo livello (2. divisjon). Esiste anche un campionato femminile denominato Dameserien.
Il gioco si svolge con le regole della NAIF che si basano sul regolamento della NCAA.
Per tre anni è esistito nel sud del Paese un campionato locale chiamato Sørlandets football liga (SFL).

## Stagione 2019
| Eliteserien - Eidsvoll 1814's - Kristiansand Gladiators - Oslo Vikings - Sarpsborg Olavs Menn - Vålerenga Trolls |  | 2. divisjon - Ålesund Phoenix - Åsane Seahawks - Fredrikstad Kings - Gjøvik Swans - Haugesund Hurricanes - Kolbotn Hunters - Lillestrøm Starfighters - NTNUI Nidaros Domers - Oslo Vikings 2 - Sand Falcons - Tønsberg Raiders |

### Società straniere che hanno preso parte al campionato norvegese
- Copenhagen Tomahawks (femminile)

## Finali

### Eliteserien
| Data             | NM-Finale                                                               | Vincitore                                                               | Punteggio                                                               | Finalista                                                               |
| ---------------- | ----------------------------------------------------------------------- | ----------------------------------------------------------------------- | ----------------------------------------------------------------------- | ----------------------------------------------------------------------- |
| 1986             | NM-Finale I                                                             | Oslo Trolls                                                             | 57-3                                                                    | Westside Vikings                                                        |
| 1987             | NM-Finale II                                                            | Oslo Trolls                                                             | 68-6                                                                    | Westside Vikings                                                        |
| 1988             | NM-Finale III                                                           | Oslo Trolls                                                             | 22-0                                                                    | Westside Vikings                                                        |
| 1989             | NM-Finale IV                                                            | Oslo Trolls                                                             | 33-0                                                                    | Westside Vikings                                                        |
| 1990             | NM-Finale V                                                             | Westside Vikings                                                        | 66-3                                                                    | Oslo Trolls                                                             |
| 1991             | NM-Finale VI                                                            | Westside Vikings                                                        | 99-7                                                                    | Asker Lynx                                                              |
| 1992             | NM-Finale VII                                                           | Westside Vikings                                                        | 34-0                                                                    | Oslo Trolls                                                             |
| 1993 (3 luglio)  | NM-Finale VIII                                                          | Vålerenga Trolls                                                        | 62-19                                                                   | Oslo Vikings                                                            |
| 1994             | NM-Finale IX                                                            | Vålerenga Trolls                                                        | 67-0                                                                    | Oslo Vikings                                                            |
| 1995             | NM-Finale X                                                             | Vålerenga Trolls                                                        | 57-0                                                                    | Oslo Vikings                                                            |
| 1996             | NM-Finale XI                                                            | Vålerenga Trolls                                                        | 69-0                                                                    | Oslo Vikings                                                            |
| 1997             | NM-Finale XII                                                           | Vålerenga Trolls                                                        | 54-0                                                                    | Oslo Vikings                                                            |
| 1998             | NM-Finale XIII                                                          | Oslo Vikings                                                            | 20-14                                                                   | Vålerenga Trolls                                                        |
| 1999 (28 agosto) | NM-Finale XIV                                                           | Oslo Vikings                                                            | 28-14                                                                   | Eidsvoll 1814's                                                         |
| 2000 (15 luglio) | NM-Finale XV                                                            | Oslo Vikings                                                            | 69-21                                                                   | Eidsvoll 1814's                                                         |
| 2001             | NM-Finale XVI                                                           | Eidsvoll 1814's                                                         | 24-7                                                                    | Oslo Vikings                                                            |
| 2002             | NM-Finale XVII                                                          | Oslo Vikings                                                            | 24-21                                                                   | Vålerenga Trolls                                                        |
| 2003             | NM-Finale XVIII                                                         | Vålerenga Trolls                                                        | 41-31                                                                   | Eidsvoll 1814's                                                         |
| 2004             | NM-Finale XIX                                                           | Eidsvoll 1814's                                                         | 55-48                                                                   | Vålerenga Trolls                                                        |
| 2005             | NM-Finale XX                                                            | Eidsvoll 1814's                                                         | 21-7                                                                    | Vålerenga Trolls                                                        |
| 2006             | NM-Finale XXI                                                           | Eidsvoll 1814's                                                         | 34-19                                                                   | Oslo Vikings                                                            |
| 2007             | NM-Finale XXII                                                          | Eidsvoll 1814's                                                         | 30-27                                                                   | Oslo Vikings                                                            |
| 2008             | NM-Finale XXIII                                                         | Eidsvoll 1814's                                                         | 46-0                                                                    | Oslo Vikings                                                            |
| 2009 (27 giugno) | NM-Finale XXIV                                                          | Eidsvoll 1814's                                                         | 60-40                                                                   | Oslo Vikings                                                            |
| 2010 (3 luglio)  | NM-Finale XXV                                                           | Eidsvoll 1814's                                                         | 19-12                                                                   | Oslo Vikings                                                            |
| 2011 (9 luglio)  | NM-Finale XXVI                                                          | Oslo Vikings                                                            | 48-20                                                                   | Eidsvoll 1814's                                                         |
| 2012 (7 luglio)  | NM-Finale XXVII                                                         | Oslo Vikings                                                            | 28-13                                                                   | Kristiansand Gladiators                                                 |
| 2013 (6 luglio)  | NM-Finale XXVIII                                                        | Eidsvoll 1814's                                                         | 28-7                                                                    | Kristiansand Gladiators                                                 |
| 2014 (12 luglio) | NM-Finale XXIX                                                          | Kristiansand Gladiators                                                 | 24-21                                                                   | Eidsvoll 1814's                                                         |
| 2015 (5 luglio)  | NM-Finale XXX                                                           | Lura Bulls                                                              | 40-18                                                                   | Eidsvoll 1814's                                                         |
| 2016 (2 luglio)  | NM-Finale XXXI                                                          | Oslo Vikings                                                            | 14-7                                                                    | Eidsvoll 1814's                                                         |
| 2017 (8 luglio)  | NM-Finale XXXII                                                         | Oslo Vikings                                                            | 51-7                                                                    | Eidsvoll 1814's                                                         |
| 2018 (7 luglio)  | NM-Finale XXXIII                                                        | Oslo Vikings                                                            | 65-0                                                                    | Åsane Seahawks                                                          |
| 2019 (6 luglio)  | NM-Finale XXXIV                                                         | Oslo Vikings                                                            | 26-6                                                                    | Eidsvoll 1814's                                                         |
| 2020             | Stagione non disputata a causa della pandemia di COVID-19 del 2019-2021 | Stagione non disputata a causa della pandemia di COVID-19 del 2019-2021 | Stagione non disputata a causa della pandemia di COVID-19 del 2019-2021 | Stagione non disputata a causa della pandemia di COVID-19 del 2019-2021 |
| 2021             |                                                                         | Oslo Vikings                                                            | Vincitori del girone                                                    | Vincitori del girone                                                    |

### Dameserien
| Data              | NM-Finale                                    | Vincitore            | Punteggio             | Finalista               |
| ----------------- | -------------------------------------------- | -------------------- | --------------------- | ----------------------- |
| 2015 (31 ottobre) | NM-Finale I                                  | Vålerenga Trolls     | 18-0                  | Kristiansand Gladiators |
| 2016 (22 ottobre) | NM-Finale II                                 | Vålerenga Trolls     | 21-6                  | Kristiansand Gladiators |
| 2017              |                                              | Vålerenga Trolls     | Vincitrici del girone |                         |
| 2018              |                                              | Copenhagen Tomahawks | Vincitrici del girone |                         |
| 2019              | Prevista per il 16 novembre ma non disputata |                      |                       |                         |

### 2. divisjon (secondo livello)
| Data             | Finale                                                                  | Vincitore                                                               | Punteggio                                                               | Finalista                                                               |
| ---------------- | ----------------------------------------------------------------------- | ----------------------------------------------------------------------- | ----------------------------------------------------------------------- | ----------------------------------------------------------------------- |
| 1993             |                                                                         | Sandnes Oilers                                                          | Vincitori del girone                                                    |                                                                         |
| 1994             |                                                                         | ?                                                                       | ?-?                                                                     | ?                                                                       |
| 1995             |                                                                         | ?                                                                       | ?-?                                                                     | ?                                                                       |
| 1996             |                                                                         | ?                                                                       | ?-?                                                                     | ?                                                                       |
| 1997             |                                                                         | ?                                                                       | ?-?                                                                     | ?                                                                       |
| 1998             |                                                                         | ?                                                                       | ?-?                                                                     | ?                                                                       |
| 1999 (3 luglio)  |                                                                         | Sandnes Oilers                                                          | 49-0                                                                    | Hamar Ruins                                                             |
| 2000 (8 luglio)  |                                                                         | Sandnes Oilers                                                          | 1-0 d.g.s.                                                              | Bærum Blue Devils                                                       |
| 2001             |                                                                         | Sandnes Oilers                                                          | Vincitori del girone                                                    |                                                                         |
| 2002             |                                                                         | ?                                                                       | ?-?                                                                     | ?                                                                       |
| 2003             |                                                                         | ?                                                                       | ?-?                                                                     | ?                                                                       |
| 2004             |                                                                         | ?                                                                       | ?-?                                                                     | ?                                                                       |
| 2005             |                                                                         | ?                                                                       | ?-?                                                                     | ?                                                                       |
| 2006             |                                                                         | ?                                                                       | ?-?                                                                     | ?                                                                       |
| 2007             |                                                                         | ?                                                                       | ?-?                                                                     | ?                                                                       |
| 2008             |                                                                         | ?                                                                       | ?-?                                                                     | ?                                                                       |
| 2009             |                                                                         | ?                                                                       | ?-?                                                                     | ?                                                                       |
| 2010 (26 giugno) |                                                                         | Kristiansand Gladiators                                                 | 26-18                                                                   | AFC Show                                                                |
| 2011             |                                                                         | AFC Show                                                                | Vincitori del girone                                                    |                                                                         |
| 2012             |                                                                         | Vålerenga Trolls 2                                                      | Vincitori del girone                                                    |                                                                         |
| 2013             |                                                                         | Vålerenga Trolls                                                        | Vincitori del girone                                                    |                                                                         |
| 2014 (28 giugno) |                                                                         | Åsane Seahawks                                                          | 28-7                                                                    | Gjøvik Swans                                                            |
| 2015 (5 luglio)  |                                                                         | Åsane Seahawks                                                          | 34-21                                                                   | Haugesund Hurricanes                                                    |
| 2016             |                                                                         | NTNUI Nidaros Domers                                                    | Vincitori del girone                                                    |                                                                         |
| 2017             |                                                                         | Kristiansand Gladiators                                                 | Vincitori del girone                                                    |                                                                         |
| 2018             |                                                                         | Sarpsborg Olavs Menn                                                    | Vincitori del girone                                                    |                                                                         |
| 2019             |                                                                         | Lillestrøm Starfighters/ Sand Falcons                                   | Vincitori dei gironi                                                    |                                                                         |
| 2020             | Stagione non disputata a causa della pandemia di COVID-19 del 2019-2021 | Stagione non disputata a causa della pandemia di COVID-19 del 2019-2021 | Stagione non disputata a causa della pandemia di COVID-19 del 2019-2021 | Stagione non disputata a causa della pandemia di COVID-19 del 2019-2021 |
| 2021             |                                                                         | Sarpsborg Olavs Menn                                                    | Vincitori del girone                                                    | Vincitori del girone                                                    |

### 2. divisjon
| Data | Finale | Vincitore                 | Punteggio            | Finalista            |
| ---- | ------ | ------------------------- | -------------------- | -------------------- |
| 2016 |        | Kristiansand Gladiators   | Vincitori del girone | Vincitori del girone |
| 2017 |        | Vålerenga Trolls 2        | Vincitori del girone | Vincitori del girone |
| 2018 |        | NTNUI Nidaros Domers      | Vincitori del girone | Vincitori del girone |
| 2021 |        | Kristiansand Gladiators 2 | Vincitori del girone | Vincitori del girone |

### Sørlandets football liga
| Data | Finale | Vincitore      | Punteggio            | Finalista    |
| ---- | ------ | -------------- | -------------------- | ------------ |
| 2004 |        | Ganddal Giants | Vincitori del girone |              |
| 2005 |        | Ganddal Giants | 21-0                 | Otra Raiders |
| 2006 |        | Ganddal Giants | ?-?                  | ?            |

### Under-19
| Data               | NM-Finale       | Vincitore               | Punteggio | Finalista               |
| ------------------ | --------------- | ----------------------- | --------- | ----------------------- |
| 1994               | NM-Finale I     | Vålerenga Trolls        | ?-?       | ?                       |
| 1995               | NM-Finale II    | Vålerenga Trolls        | ?-?       | ?                       |
| 1996               | NM-Finale III   | Oslo Vikings            | ?-?       | ?                       |
| 1997               | NM-Finale IV    | Oslo Vikings            | ?-?       | ?                       |
| 1998               | NM-Finale V     | Sandnes Oilers          | ?-?       | ?                       |
| 1999               | NM-Finale VI    | Vålerenga Trolls        | ?-?       | ?                       |
| 2000               | NM-Finale VII   | Vålerenga Trolls        | ?-?       | ?                       |
| 2001               | NM-Finale VIII  | Vålerenga Trolls        | ?-?       | ?                       |
| 2002               | NM-Finale IX    | Hamar Ruins             | ?-?       | ?                       |
| 2003               | NM-Finale X     | Oslo Vikings            | ?-?       | ?                       |
| 2004               | NM-Finale XI    | Hamar Ruins             | ?-?       | ?                       |
| 2005               | NM-Finale XII   | Hamar Ruins             | ?-?       | ?                       |
| 2006               | NM-Finale XIII  | Kristiansand Gladiators | ?-?       | ?                       |
| 2007               | NM-Finale XIV   | Hamar Ruins             | ?-?       | ?                       |
| 2008               | NM-Finale XV    | Kristiansand Gladiators | ?-?       | ?                       |
| 2009               | NM-Finale XVI   | Vålerenga Trolls        | ?-?       | ?                       |
| 2010 (23 ottobre)  | NM-Finale XVII  | Eidsvoll 1814's         | 17-14     | Vålerenga Trolls        |
| 2011 (29 ottobre)  | NM-Finale XVIII | Vålerenga Trolls        | 41-10     | Eidsvoll 1814's         |
| 2012 (27 ottobre)  | NM-Finale XIX   | Oslo Vikings            | 27-0      | Tønsberg Raiders        |
| 2013 (26 ottobre)  | NM-Finale XX    | Vålerenga Trolls        | 21-10     | Kristiansand Gladiators |
| 2014 (1º novembre) | NM-Finale XXI   | Vålerenga Trolls        | 26-7      | Oslo Vikings            |
| 2015 (31 ottobre)  | NM-Finale XXII  | Vålerenga Trolls        | 41-24     | Oslo Vikings            |
| 2016 (5 novembre)  | NM-Finale XXIII | Vålerenga Trolls        | 60-14     | Eidsvoll 1814's         |
| 2017 (4 novembre)  | NM-Finale XXIV  | Vålerenga Trolls        | 46-0      | BVHIF Ironmen           |
| 2018               | NM-Finale XXV   | Oslo Vikings            | ?-?       | ?                       |
| 2019 (2 novembre)  | NM-Finale XXVI  | Oslo Vikings            | 36-24     | Eidsvoll 1814's         |

### Under-17
Dati noti dal 2010.
| Data             | NM-Finale | Vincitore        | Punteggio            | Finalista               |
| ---------------- | --------- | ---------------- | -------------------- | ----------------------- |
| 2010 (26 giugno) |           | Oslo Vikings     | 33-7                 | Eidsvoll 1814's         |
| 2011 (26 giugno) |           | Vålerenga Trolls | 59-0                 | Lillestrøm Starfighters |
| 2012 (30 giugno) |           | Oslo Vikings     | 82-6                 | Vålerenga Trolls        |
| 2013 (23 giugno) |           | Oslo Vikings     | 22-20                | Vålerenga Trolls        |
| 2014 (29 giugno) |           | Oslo Vikings     | 31-22                | Vålerenga Trolls        |
| 2015 (28 giugno) |           | Eidsvoll 1814's  | 30-12                | NTNUI Nidaros Domers    |
| 2016 (25 giugno) |           | Eidsvoll 1814's  | 54-39                | Vålerenga Trolls        |
| 2017 (1º luglio) |           | Eidsvoll 1814's  | 43-16                | Oslo Vikings            |
| 2018             |           | ?                | ?-?                  | ?                       |
| 2019             |           | Oslo Vikings     | Vincitori del girone |                         |

### Under-15
Dati noti dal 2010.
| Data | NM-Finale | Vincitore               | Punteggio            | Finalista |
| ---- | --------- | ----------------------- | -------------------- | --------- |
| 2010 |           | Vålerenga Trolls        | Vincitori del girone |           |
| 2011 |           | Vålerenga Trolls        | Vincitori del girone |           |
| 2012 |           | ?                       | ?-?                  | ?         |
| 2013 |           | Oslo Vikings            | Vincitori del girone |           |
| 2014 |           | Lillestrøm Starfighters | Vincitori del girone |           |
| 2015 |           | Eidsvoll 1814's         | Vincitori del girone |           |
| 2016 |           | Oslo Vikings            | Vincitori del girone |           |
| 2017 |           | Vålerenga Trolls        | Vincitori del girone |           |
| 2018 |           | ?                       | ?-?                  | ?         |
| 2019 |           | Eidsvoll 1814's         | Vincitori del girone |           |

## Squadre per numero di campionati vinti
Le tabelle seguenti mostrano le squadre ordinate per numero di campionati vinti nelle diverse leghe.

### Eliteserien
|    | Squadra                 | Anni                                                                         |
| -- | ----------------------- | ---------------------------------------------------------------------------- |
| 13 | Oslo Vikings            | 1990, 1991, 1992, 1998, 1999, 2000, 2002, 2011, 2012, 2016, 2017, 2018, 2019 |
| 10 | Vålerenga Trolls        | 1986, 1987, 1988, 1989, 1993, 1994, 1995, 1996, 1997, 2003                   |
| 9  | Eidsvoll 1814's         | 2001, 2004, 2005, 2006, 2007, 2008, 2009, 2010, 2013                         |
| 1  | Lura Bulls              | 2015                                                                         |
| 1  | Kristiansand Gladiators | 2014                                                                         |

### Dameserien
|   | Squadra              | Anni             |
| - | -------------------- | ---------------- |
| 3 | Vålerenga Trolls     | 2015, 2016, 2017 |
| 1 | Copenhagen Tomahawks | 2018             |

### 2. divisjon (secondo livello)
Dati incompleti.
|   | Squadra                 | Anni                   |
| - | ----------------------- | ---------------------- |
| 4 | Sandnes Oilers          | 1993, 1999, 2000, 2001 |
| 2 | Kristiansand Gladiators | 2010, 2017             |
| 2 | Åsane Seahawks          | 2014, 2015             |
| 2 | Vålerenga Trolls        | 2012, 2013             |
| 1 | Lillestrøm Starfighters | 2019                   |
| 1 | Sand Falcons            | 2019                   |
| 1 | Sarpsborg Olavs Menn    | 2018                   |
| 1 | NTNUI Nidaros Domers    | 2016                   |
| 1 | Lura Bulls              | 2011                   |

### 2. divisjon (terzo livello)
|   | Squadra                 | Anni |
| - | ----------------------- | ---- |
| 1 | NTNUI Nidaros Domers    | 2018 |
| 1 | Vålerenga Trolls        | 2017 |
| 2 | Kristiansand Gladiators | 2016 |

### Sørlandets football liga
|   | Squadra        | Anni             |
| - | -------------- | ---------------- |
| 3 | Ganddal Giants | 2004, 2005, 2006 |

### Under-19
|    | Squadra                 | Anni                                                                   |
| -- | ----------------------- | ---------------------------------------------------------------------- |
| 12 | Vålerenga Trolls        | 1994, 1995, 1999, 2000, 2001, 2009, 2011, 2013, 2014, 2015, 2016, 2017 |
| 6  | Oslo Vikings            | 1996, 1997, 2003, 2012, 2018, 2019                                     |
| 4  | Hamar Ruins             | 2002, 2004, 2005, 2007                                                 |
| 2  | Kristiansand Gladiators | 2006, 2008                                                             |
| 1  | Eidsvoll 1814's         | 2010                                                                   |
| 1  | Sandnes Oilers          | 1998                                                                   |

### Under-17
Dati noti dal 2010.
|   | Squadra          | Anni                         |
| - | ---------------- | ---------------------------- |
| 5 | Oslo Vikings     | 2010, 2012, 2013, 2014, 2019 |
| 3 | Eidsvoll 1814's  | 2015, 2016, 2017             |
| 1 | Vålerenga Trolls | 2011                         |

### Under-15
Dati noti dal 2010.
|   | Squadra                 | Anni             |
| - | ----------------------- | ---------------- |
| 3 | Vålerenga Trolls        | 2010, 2011, 2017 |
| 2 | Eidsvoll 1814's         | 2015, 2019       |
| 2 | Oslo Vikings            | 2013, 2016       |
| 1 | Lillestrøm Starfighters | 2014             |